# Pierre-Yves Donzé
Pour les articles homonymes, voir Donzé.
 (juillet 2013).
Si vous disposez d'ouvrages ou d'articles de référence ou si vous connaissez des sites web de qualité traitant du thème abordé ici, merci de compléter l'article en donnant les références utiles à sa vérifiabilité et en les liant à la section « Notes et références ».
Pierre-Yves Donzé est historien et professeur à l’Université d'Osaka. Ses travaux portent sur l'histoire industrielle abordée dans une perspective transnationale et globale, l'histoire des entreprises multinationales et l'histoire des technologies. Il est spécialiste de l'histoire de l'industrie horlogère.

## Biographie
Pierre-Yves Donzé naît à La Chaux-de-Fonds en 1973.
Après avoir suivi le gymnase de Porrentruy, il obtient une licence ès lettres à l'université de Neuchâtel en 1998. Il travaille ensuite à l'université de Lausanne où il publie un livre sur l'histoire des hôpitaux en Suisse romande. Il est assistant à l'université de Neuchâtel, où il défend sa thèse de doctorat en 2005, et collaborateur au CEJARE (centre jurassien d'archives et de recherches économiques, Saint-Imier). Il a œuvré comme bibliothécaire au Musée international d'horlogerie de La Chaux-de-Fonds.
Il obtient ensuite une bourse de chercheur pour un séjour à l'étranger (Japon et USA) avant de décrocher un poste de professeur associé et chercheur hakubi à l'université de Kyoto[source insuffisante]. Depuis 2015, il est en poste à l'Université d'Osaka. Il est également professeur invité à l'Université de Fribourg depuis 2017.

## Principaux travaux et spécialisations
Pierre-Yves Donzé s'est spécialisé dans l'histoire globale des industries, de l'histoire des entreprises multinationales et de l'histoire des technologies,. Son expertise de l'histoire de l'industrie et du savoir-faire horlogers est reconnue,. Il signe dans ce domaine des ouvrages scientifiques, mais aussi des ouvrages de synthèse[réf. souhaitée]. Plusieurs de ses livres ont été traduits en anglais, en italien et en japonais.
Il est lauréat du prix Gaïa, catégorie Histoire et recherches, en 2011.

## Ouvrages
Histoire de l'industrie du luxe
- Vendre l’Europe au monde. L’industrie globale du luxe des années 1980 à nos jours, Neuchâtel, Éditions Livreo-Alphil, coll. « Les routes de l'histoire », novembre 2021, 197 p. (ISBN 978-2-88950-071-0, présentation en ligne)

Histoire de l'horlogerie
- Des nations, des firmes et des montres, Neuchâtel, Éditions Livreo-Alphil , coll. « Les routes de l'histoire », mai 2020, 246 p. (ISBN 9782889500444) [présentation en ligne]
- Formation professionnelle et développement industriel dans le district de Porrentruy aux 19e et 20e siècles, Neuchâtel, Éditions Alphil, 2005.
- Les patrons horlogers de La Chaux-de-Fonds (1840-1920). Dynamique sociale d’une élite industrielle, Neuchâtel, Alphil, 2007.
- Histoire de l’industrie horlogère suisse de Jacques David à Nicolas Hayek (1850-2000), Neuchâtel, Alphil, 2009 (ouvrage traduit en anglais).
- Histoire du Swatch Group, Neuchâtel, Alphil - Presses Universitaires Suisses, 2011 (ouvrage traduit en anglais, en italien et en japonais).
- Longines, du comptoir familial à la marque globale, Saint-Imier, Longines, 2012 (ouvrage traduit en anglais).
- La fabrique de l’excellence. Histoire de Rolex. Livreo Alphil, 2024,  (ISBN 978-2-88950-241-7)[10].

Histoire de la médecine
- L'hôpital bourgeois de Porrentruy (1760-1870) : gestion du patrimoine, médicalisation des soins et assistance aux pauvres, Porrentruy, CEH, 2000.
- Bâtir, gérer, soigner : Histoire des établissements hospitaliers de Suisse romande, Genève, Éditions Georg, 2003.
- L’ombre de César. Les chirurgiens et la construction du système hospitalier vaudois (1840-1960), Lausanne, BHMS, 2007.

Histoire économique et sociale
- avec Michel Fior (éd.), Transitions historiques et construction des marchés. Mutations et contre-mutations dans l’économie suisse aux XIXe et XXe siècles, Neuchâtel, Éditions Alphil, 2009.